# كريستيانسبورغ (فيرجينيا)
كريستيانسبورغ (بالإنجليزية: Christiansburg, Virginia)‏ هي بلدة أمريكية تقع في الولايات المتحدة في مقاطعة مونتغومري (فيرجينيا). يقدر عدد سكانها بـ 21,041 نسمة ومساحتها 36.1 كم2 وترتفع عن سطح البحر 650 متر.

## التركيبة السكانية
حدّد مكتب تعداد الولايات المتحدة بيانات التركيبة السكانية لكريستيانسبورغ في تعداد الولايات المتحدة. في ما يلي، التركيبة السكانية حسب تعدادي 2000 و2010.

### تعداد عام 2000
بلغ عدد سكان كريستيانسبورغ 16,947 نسمة بحسب تعداد عام 2000، وبلغ عدد الأسر 7,093 أسرة وعدد العائلات 4,764 عائلة مقيمة في البلدة. في حين سجلت الكثافة السكانية 446.8 نسمة لكل كيلومتر مربع (1,157.2/ميل2). وبلغ عدد الوحدات السكنية 7,430 وحدة بمتوسط كثافة قدره 195.9 لكل كيلومتر مربع (507.4/ميل2).
وتوزع التركيب العرقي للبلدة بنسبة 93.13% من البيض و4.83% من الأمريكيين الأفارقة و0.21% من الأمريكيين الأصليين و0.41% من الأمريكيين ذوي الأصول الآسيوية و0.02% من سكان جزر المحيط الهادئ و0.48% من الأعراق الأخرى و0.91% من عرقين مختلطين أو أكثر و0.99% من الهسبانيون أو اللاتينيون من أي عرق.
بلغ عدد الأسر 7,093 أسرة كانت نسبة 33.2% منها لديها أطفال تحت سن الثامنة عشر تعيش معهم، وبلغت نسبة الأزواج القاطنين مع بعضهم البعض 52.6% من أصل المجموع الكلي للأسر، ونسبة 11.3% من الأسر كان لديها معيلات من الإناث دون وجود شريك،  بينما كانت نسبة 3.2% من الأسر لديها معيلون من الذكور دون وجود شريكة وكانت نسبة 32.8% من غير العائلات. تألفت نسبة 27% من أصل جميع الأسر من عدة أفراد يعيشون في نفس المنزل ونسبة 9.5% كانت تتألف من شخص يعيش بمفرده يبلغ من العمر 65 عاماً أو أكثر. وبلغ متوسط حجم الأسرة المعيشية 2.35، أما متوسط حجم العائلات فبلغ 2.86.
بلغ العمر الوسطي للسكان 35.2 عاماً. وكانت نسبة 23.4% من القاطنين تحت سن الثامنة عشر، وكانت نسبة 7.7% بين الثامنة عشر والرابعة والعشرين عاماً، ونسبة 32.8% كانت واقعةً في الفئة العمرية ما بين الخامسة والعشرين والرابعة والأربعين عاماً، ونسبة 22.7% كانت ما بين الخامسة والأربعين والرابعة والستين، ونسبة 11.7% كانت ضمن فئة الخامسة والستين عاماً فما فوق. يوجد لكل 100 أنثى 91.9 ذكر، ويوجد لكل 100 أنثى في الثامنة عشر من عمرها فما فوق 87.9 ذكر.
بلغ متوسط دخل الأسرة في البلدة 40,851 دولارًا، أما متوسط دخل العائلة فبلغ 47,428 دولارًا. وكان متوسط دخل الذكور 35,139 دولارًا مقابل 23,398 دولارًا للإناث. وسجل دخل الفرد الخاص بالبلدة 19,579 دولارًا. وكانت نسبة 6.4% من العائلات ونسبة 8.5% من السكان تحت خط الفقر، وكان من هؤلاء نسبة 12.5% تحت سن الثامنة عشر ونسبة 6.9% في الخامسة والستين من العمر وما فوق.

### تعداد عام 2010
بلغ عدد سكان كريستيانسبورغ 21,041 نسمة بحسب تعداد عام 2010، وبلغ عدد الأسر 8,873 أسرة وعدد العائلات 5,609 عائلة مقيمة في البلدة. في حين سجلت الكثافة السكانية 554.7 نسمة لكل كيلومتر مربع (1,436.7/ميل2). وبلغ عدد الوحدات السكنية 9,556 وحدة بمتوسط كثافة قدره 251.9 لكل كيلومتر مربع (652.4/ميل2).
وتوزع التركيب العرقي للبلدة بنسبة 89.50% من البيض و6.15% من الأمريكيين الأفارقة و0.25% من الأمريكيين الأصليين و1.44% من الأمريكيين ذوي الأصول الآسيوية و0.04% من سكان جزر المحيط الهادئ و0.67% من الأعراق الأخرى و1.95% من عرقين مختلطين أو أكثر و2.19% من الهسبانيون أو اللاتينيون من أي عرق.
بلغ عدد الأسر 8,873 أسرة كانت نسبة 31.2% منها لديها أطفال تحت سن الثامنة عشر تعيش معهم، وبلغت نسبة الأزواج القاطنين مع بعضهم البعض 47.9% من أصل المجموع الكلي للأسر، ونسبة 11.7% من الأسر كان لديها معيلات من الإناث دون وجود شريك،  بينما كانت نسبة 3.6% من الأسر لديها معيلون من الذكور دون وجود شريكة وكانت نسبة 36.8% من غير العائلات. تألفت نسبة 28.6% من أصل جميع الأسر من عدة أفراد يعيشون في نفس المنزل ونسبة 9.4% كانت تتألف من شخص يعيش بمفرده يبلغ من العمر 65 عاماً أو أكثر. وبلغ متوسط حجم الأسرة المعيشية 2.34، أما متوسط حجم العائلات فبلغ 2.89.
بلغ العمر الوسطي للسكان 35.4 عاماً. وكانت نسبة 23.1% من القاطنين تحت سن الثامنة عشر، وكانت نسبة 9.1% بين الثامنة عشر والرابعة والعشرين عاماً، ونسبة 32.2% كانت واقعةً في الفئة العمرية ما بين الخامسة والعشرين والرابعة والأربعين عاماً، ونسبة 23.4% كانت ما بين الخامسة والأربعين والرابعة والستين، ونسبة 12.2% كانت ضمن فئة الخامسة والستين عاماً فما فوق. وتوزع التركيب الجنسي للسكان بنسبة 47.9% ذكور و52.1% إناث.

## أعلام
- روبرت كرايغ
- روني توماس
- لويس كينغ
- جورج روجرز كلارك فلويد